# 사노 유야
사노 유야(일본어: 佐野 裕哉, 1982년 4월 22일 ~ )는 일본의 축구 선수이다.

## 구단 경력
과거 도쿄 베르디, 쇼난 벨마레, V-파렌 나가사키, 기라반츠 기타큐슈, SC 사가미하라에서 활동하였다.